# Дроковка
Дро́ковка (бел. Дрокаўка) — деревня в составе Осиновского сельсовета Чаусского района Могилёвской области Республики Беларусь.

## Население
- 2010 год — 30 человек